# 南房総国定公園
南房総国定公園（みなみぼうそうこくていこうえん）は、千葉県南部房総半島南部に位置する国定公園。1958年（昭和33年）8月1日に指定。
大半を海岸部が占めるが、飛び地的に内陸部にも指定地があるのが特徴。海岸部は内房の富津岬から外房の太東崎までの海岸線が指定されており、勝浦は海域公園（旧：海中公園）が指定されている。一帯には砂浜が多く、首都圏にも近いことから、海水浴場や別荘地、マリンリゾートとしての発達を見せている。また、気候が温暖なことから花卉栽培も盛んで、花畑が多い。
内陸部では鹿野山と清澄山が指定されており、これらは県立自然公園から格上げされたものである。
また、九十九里浜は国定公園には含まれておらず、こちらは県立自然公園に指定されている。この九十九里浜を隔てて、屏風ヶ浦からの海岸一帯は水郷筑波国定公園に指定されている。

## 海域公園
- 勝浦 （1974年6月7日指定）

## 関係市町村
- 富津市
- 君津市
- 南房総市
- 館山市
- 鴨川市
- 勝浦市
- いすみ市
- 安房郡鋸南町
- 夷隅郡御宿町

## 主な観光地

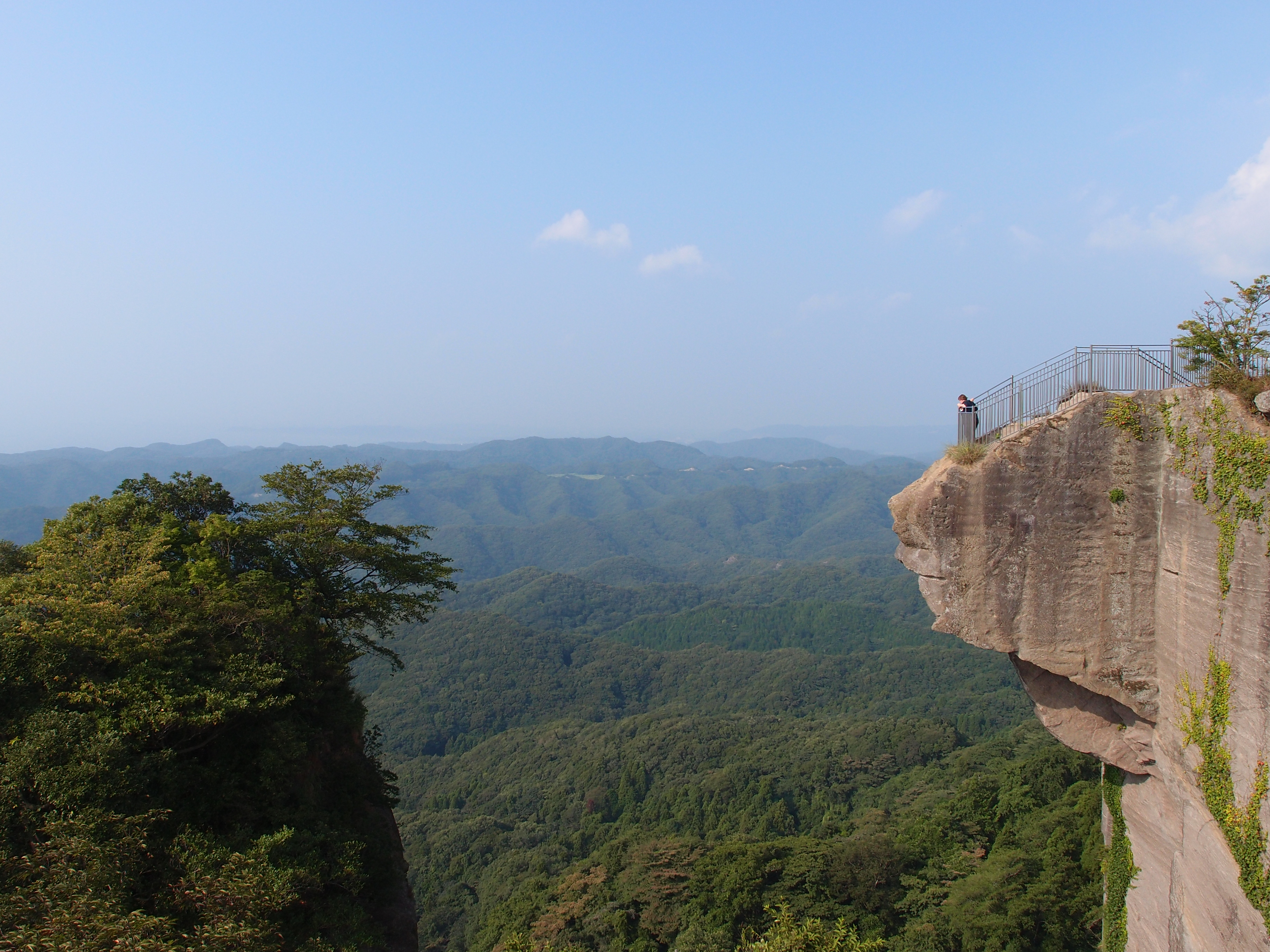
鋸山、地獄のぞき
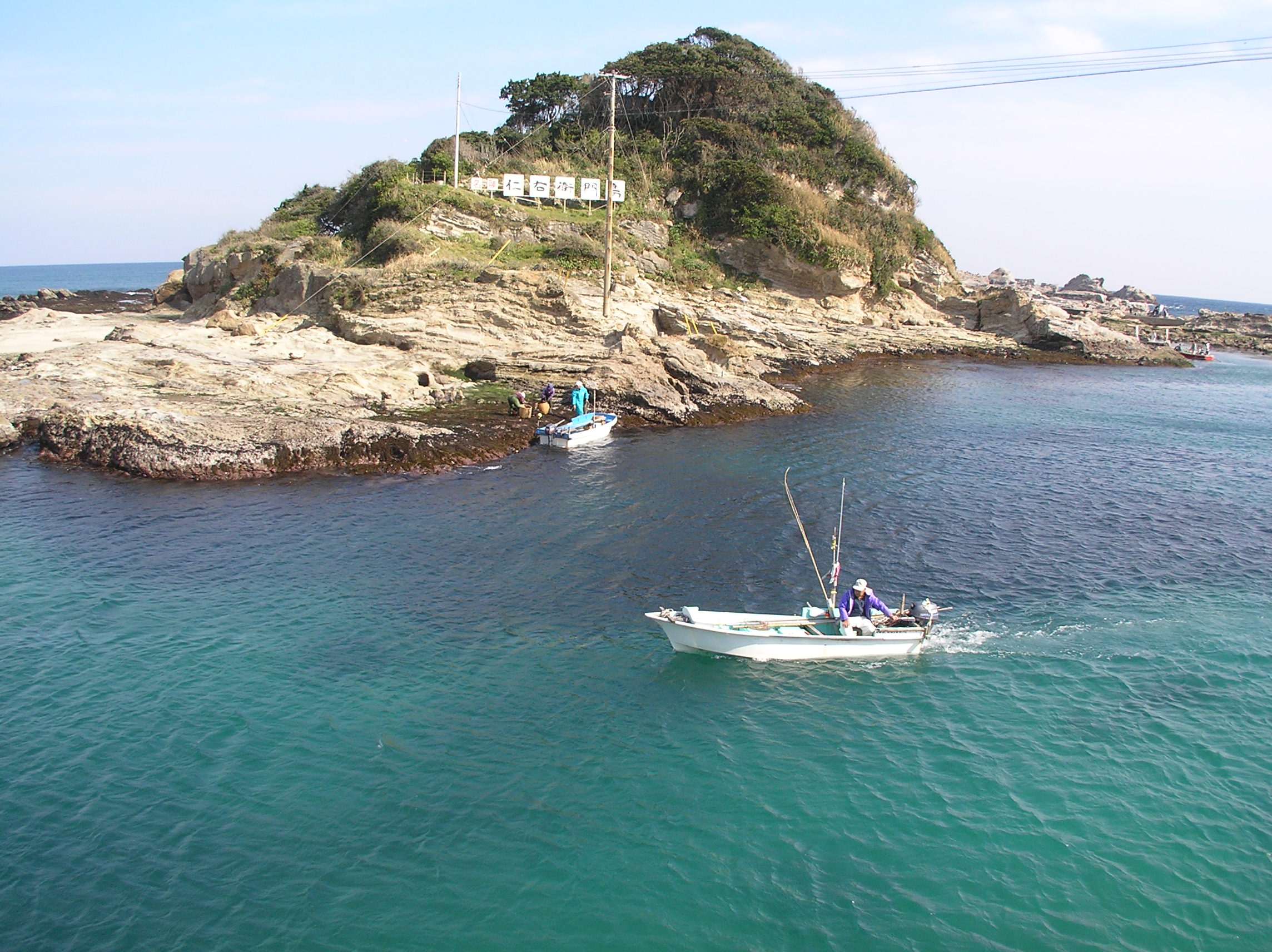
仁右衛門島
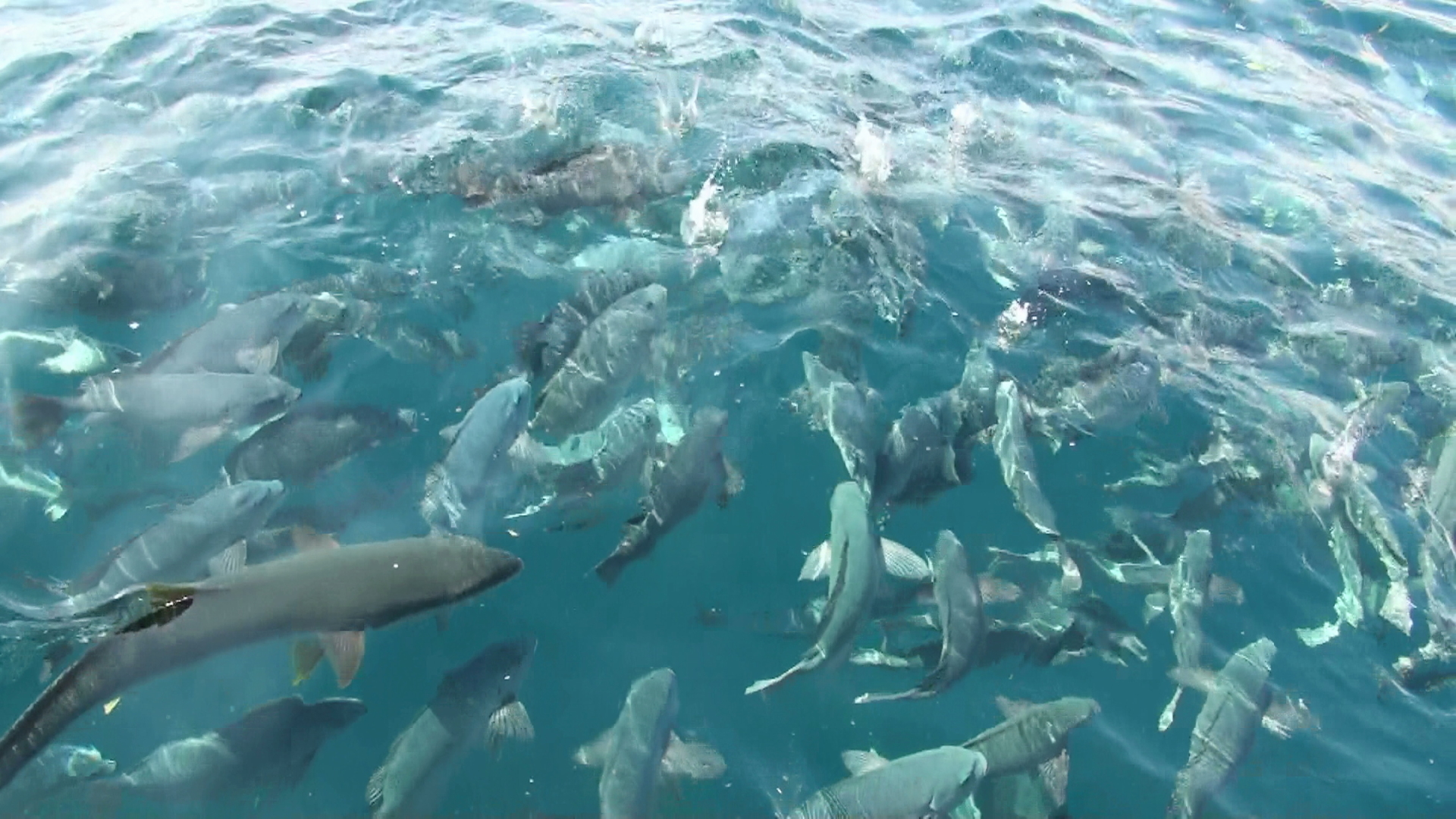
鯛の浦
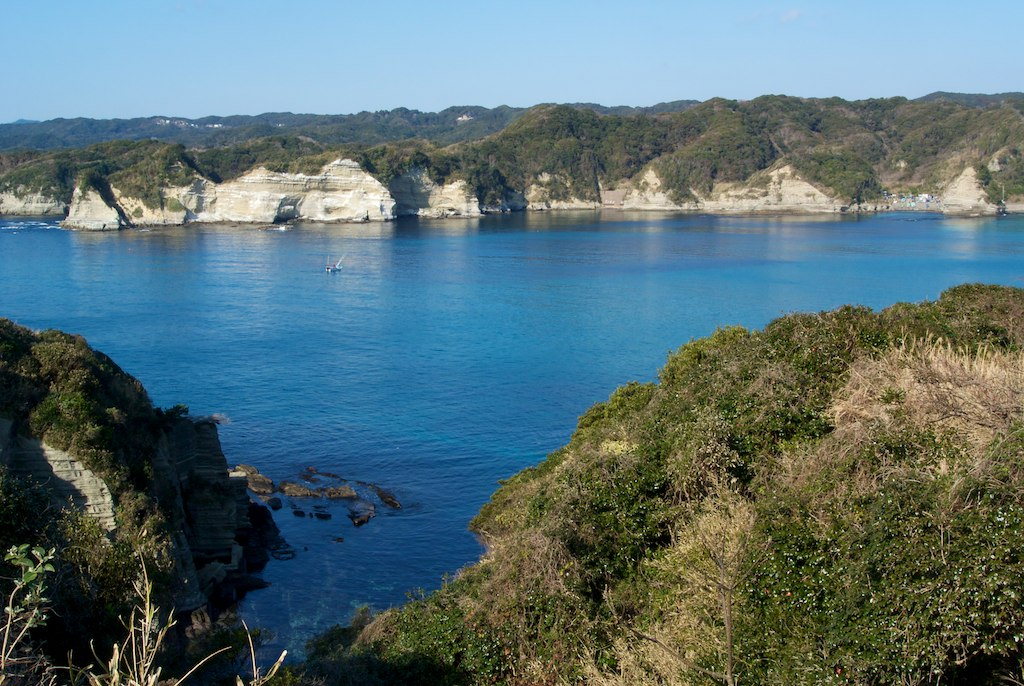
鵜原理想郷
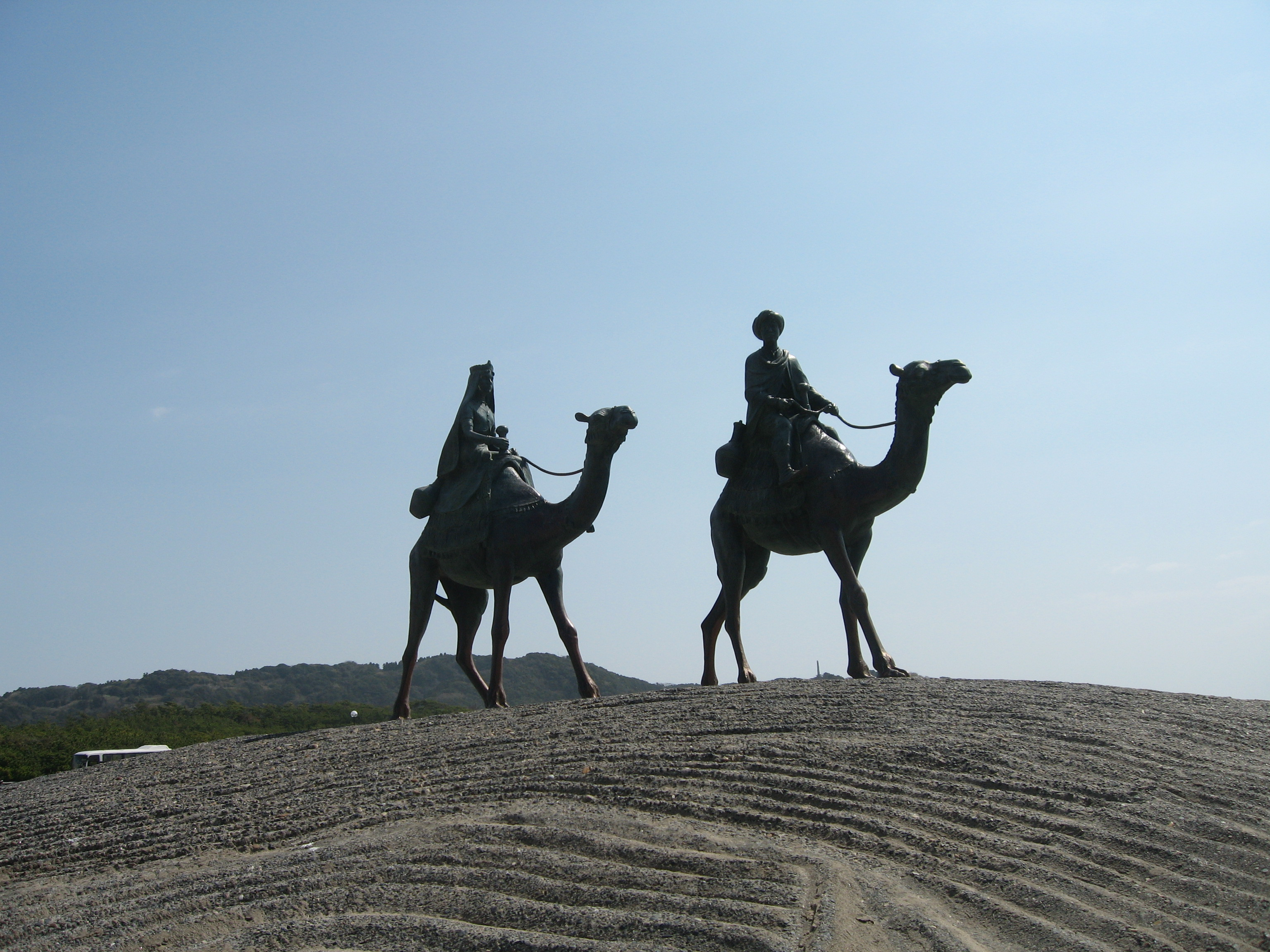
御宿海岸、月の沙漠記念像
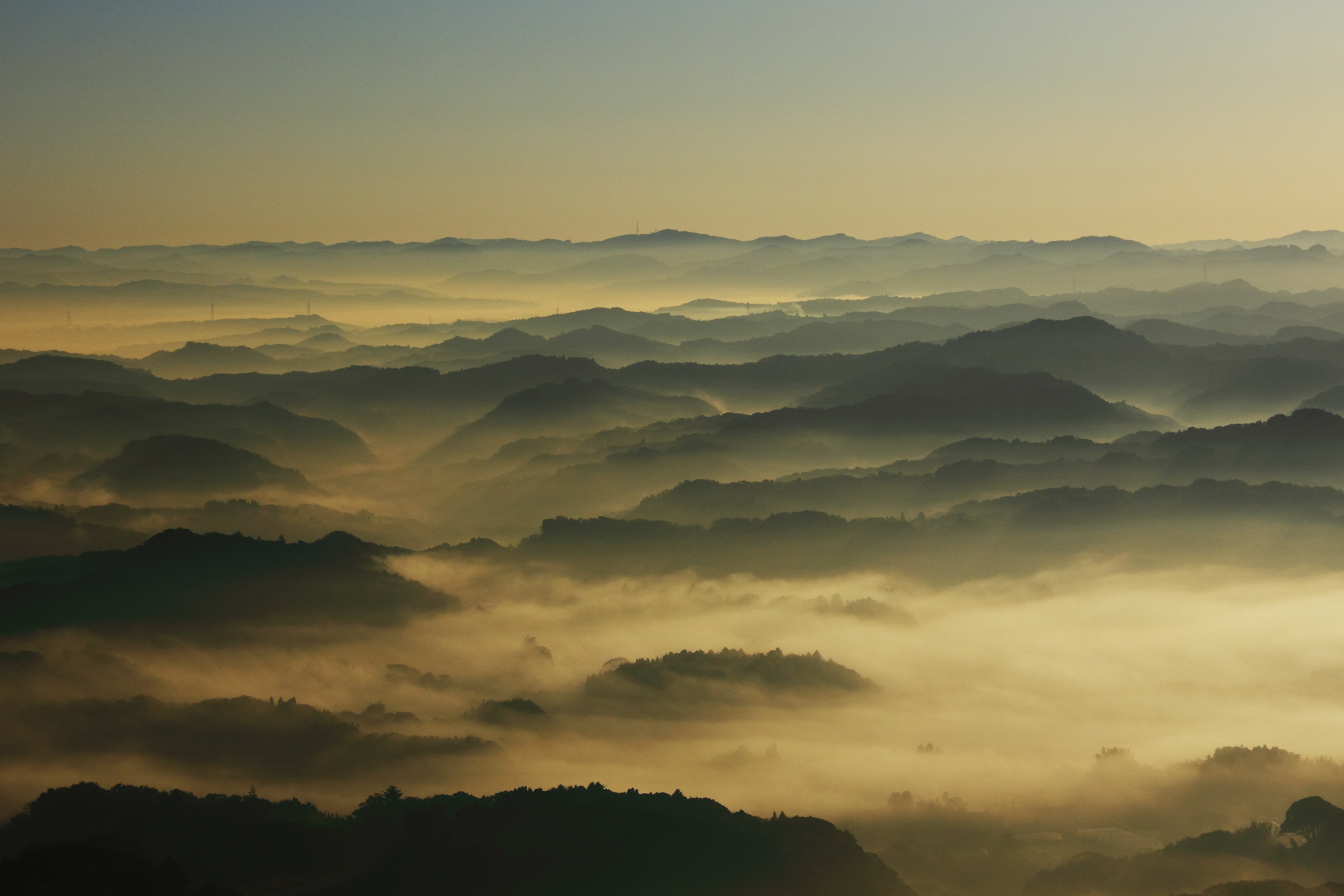
鹿野山九十九谷

- 内房

富津岬
鋸山
洲埼灯台
平砂浦（アロハガーデンたてやま）
- 外房

白浜
太海（太海フラワーセンター<閉園>・仁右衛門島）
鴨川（鴨川シーワールドなど）
天津・小湊（清澄寺・誕生寺・鯛の浦）
鵜原（勝浦海中公園・鵜原理想郷）
御宿海岸
- 内陸部

鹿野山（マザー牧場がある）
清澄山（清澄寺が建つ）
- 鋸山、地獄のぞき
- 仁右衛門島
- 鯛の浦
- 鵜原理想郷
- 御宿海岸、月の沙漠記念像
- 鹿野山九十九谷